# Административный акт в праве Германии
Эта статья посвящена административному акту в праве ФРГ. По другим правовым системам см. Административный акт.
Под административным актом (нем. Verwaltungsakt) в немецком праве понимается властная форма деятельности (мера) административных органов для одностороннего регулирования частного случая в сфере публичного права c внешним действием.
Существование единого для всех сфер административного права определения административного акта и унифицированность регулирования административно-правовых процедур (существование «общей части» административного права, нем. Allgemeines Verwaltungsrecht) является важной отличительной чертой немецкого административного права.

## История и источники регулирования
Впервые понятие административного акта (фр. acte administratif) появилось во французском праве и оттуда воспринято всеми странами континентальной правовой семьи. Однако современное немецкое понимание административного акта значительно у́же французского.
Отто Майер определял в конце XIX века административный акт, как «административное суждение, устанавливающее в конкретном случае для подвластного, что является должным». Это определение стало на долгое время классическим для немецкой науки.
Единого нормативного понятия административного акта в Германии до окончания Второй мировой войны не существовало: вместо этого закон говорил о распоряжениях, решениях, разрешениях, диспенсациях и подобном. Первое нормативное определение административного акта введено в § 25 Abs. 1 MRVO Nr. 165 (положение оккупационного права в британской зоне, определявшее компетенцию судов по вопросам административного права) в 1948 году.
В силу распределения компетенций по Основному закону сформированной из западных оккупационных зон ФРГ (Art. 84 Abs. 1 GG) невозможно на федеральном уровне предусмотреть вопросы административного производства для земель. Единственный способ добиться единообразных административных процедур — если их вводит и федерация, и каждая федеральная земля. В 1957 году по решению Бундестага и федерального правительства Министр внутренних дел сформировал комиссию по упрощению государственного управления. Карл Герман Уле возглавил подкомиссию по вопросам организации административных органов, административного производства и административного процесса. Комиссия ограничилась отдельными предложениями для федерального управления и не подготавливала законопроекта, но выразила ожидание, что земли воспользуются будущим федеральным законом для унификации административного производства на их уровне.
В 1960 году 43-я Немецкая конференция юристов порекомендовала кодификацию общей части административного права. В особенности была указана необходимость единого подхода к вопросу о действии административных актов. В 1960—1963 из представителей Федерального министерства внутренних дел и министерств внутренних дел земель была сформирована комиссия по формированию проекта закона. Отто Бахофом, Людвигом Фрёлером и Карлом Германом Уле был подготовлен проект, послуживший основой для обсуждений в 1964 году на конференции министров федерации и земель. Помимо законопроекта для федерации был разработан и примерный закон для земель. В 1966 году эти два черновика была совмещены в единый примерный закон. В 1967 году Шлезвиг-Гольштейн принял собственный Общий закон об администрации земли (нем. Landesverwaltungsgesetz), включавший как вопросы административного производства, так и полицейского права, но в вопросах административного производства следовавший примерному закону 1966 года.
15 мая 1970 года федеральным правительством проект был впервые внесён в Бундестаг, но оказался нерассмотренным до окончания парламентского сезона. Вновь внесённый с небольшими поправками 27 марта 1973 года, в 1976 году немецким федеральным законодателем был принят Закон об административных процедурах (Verwaltungsverfahrensgesetz, сокр. VwVfG). Закон единообразно устанавливает для всех сфер административного права (кроме отдельных, изъятых из предмета его регулирования специальным законодательством), что является административным актом, каким образом он может быть принят, упразднён, когда он действителен и когда законен.
Впоследствии почти текстуально-совпадающие законы с преимущественно пересекающейся нумерацией параграфов были приняты парламентами большинства земель. Законы об административных процедурах Берлина, Нижней Саксонии и Рейн-Пфальца содержат лишь небольшое число норм, а в остальном ссылаются на федеральный закон. Шлезвиг-Гольштейн сохраняет свой несколько адаптированный закон 1967 года.

## Признаки административного акта
Единообразное определение административного акта содержится в § 35 S. 1 VwVfG (Закона об административных процедурах) федерации, том же параграфе VwVfG земель и ряде специальных законов. Налоговое и социальное право относятся к немногим из отраслей административного права, к которым не применяется регулирование административных процедур из VwVfG. Вместе с тем они руководствуются тем же понятием об административном акте, только введённом § 118 S. 1 AO и § 31 S. 1 SGB X.
|                 | Административным актом является всякое распоряжение, решение либо иная властная мера, которую административный орган принимает для регулирования частного случая в сфере публичного права и которая имеет непосредственное внешнее юридическое действие. |  | Verwaltungsakt ist jede Verfügung, Entscheidung oder andere hoheitliche Maßnahme, die eine Behörde zur Regelung eines Einzelfalls auf dem Gebiet des öffentlichen Rechts trifft und die auf unmittelbare Rechtswirkung nach außen gerichtet ist. |  |
| § 35 S. 1 VwVfG | |  | |  |

При этом под мерой (нем. Maßnahme) понимается всякое поведение с изъявительным значением (нем. Erklärungswert).
Из нормативного определения административного акта в немецком административном праве выделяется шесть признаков, выполнение (всех из) которых говорит о присутствии административного акта:
1. Мера исходит от административного органа ➤;
2. Властность меры ➤;
3. Мера в сфере публичного права, ➤
4. направленная на регулирование ➤
5. частного случая ➤
6. со внешним юридическим действием .➤

Вопрос о том, является ли определённое действие государственного органа административным актом (или же иной мерой, как например правовой нормой, публично-правовым договором, внутриадминистративным поручением или реальным актом), приобретает в немецком праве значение во многих аспектах. Так, к разным мерам (формам деятельности) государственных органов применяется различное регулирование процедур их принятия и обжалования.

### Мера исходит от административного органа

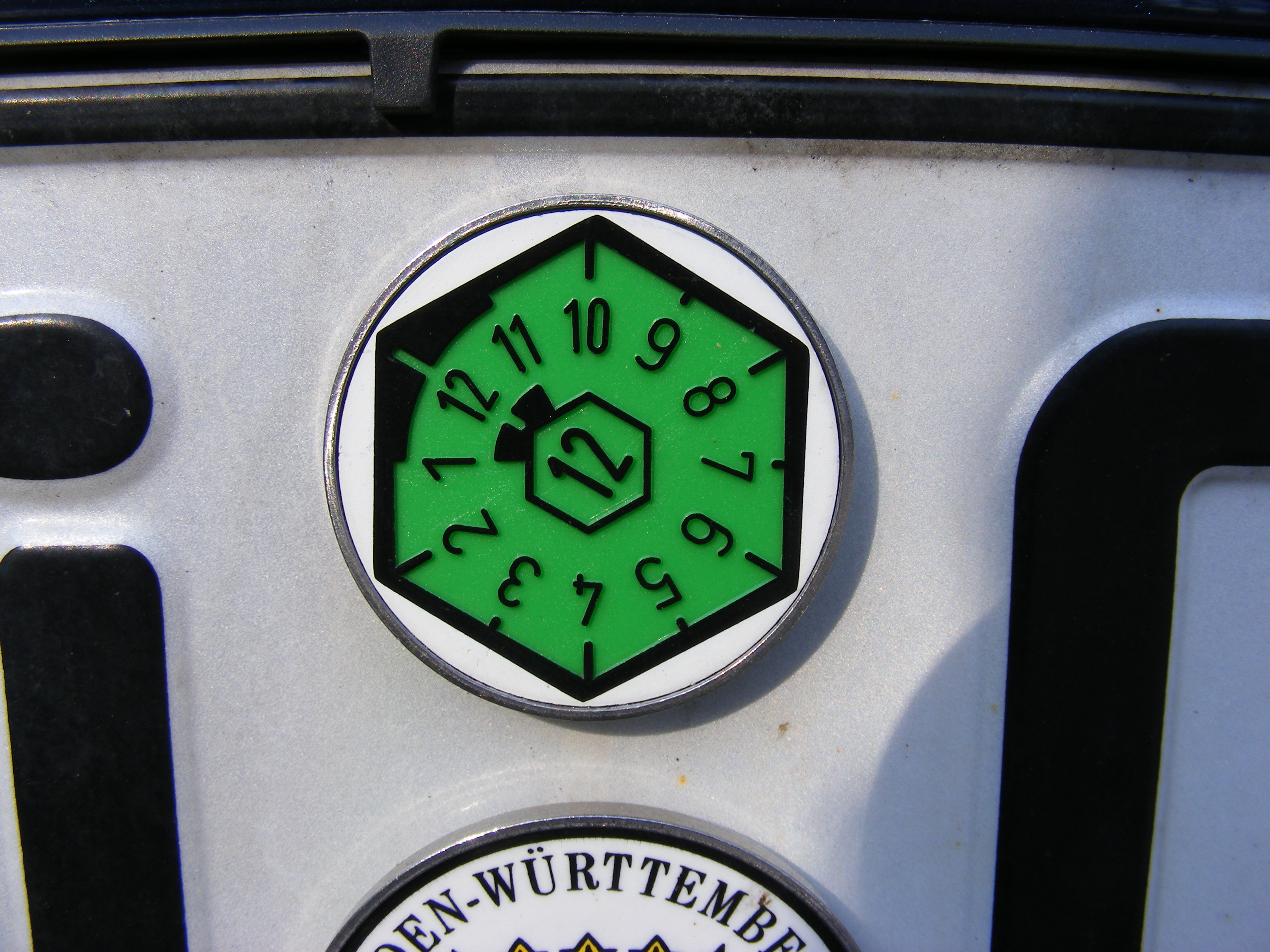
Плакетка о прохождении автомобилем техосмотра как пример административного акта, принимаемого уполномоченным в силу закона (StVZO) частным лицом, действующим в качестве административного органа (Beliehner).

Административным органом (в значении § 1 Abs. 4 VwVfG — «функциональное понятие административного органа») является всякий орган, располагающий функциями публичного управления.
Для отграничения публичного управления (нем. öffentliche Verwaltung или Administrative) от других форм государственной деятельности немецкая юриспруденция продолжает использовать удобное на практике негативное определение Отто Майера, согласно которому это такая деятельность государства, которая не является ни судопроизводством, ни законодательной, ни правительственной (нем. Gubernative) деятельностью.
§ 1 VwVfG оперирует понятием «Behörde». Здесь и далее в статье оно переводится на русский язык как «административный орган», хотя собственно-немецкое понятие административного органа (Verwaltungsorgan) шире, чем «Behörde».
В отдельных предусмотренных законом случаях в качестве административных органов могут действовать частные лица (нем. Beliehne); например, пилот может осуществлять на борту мероприятия полицейского характера для обеспечения безопасности полёта (§ 12 LuftSiG), а соответствующие организации (нем. Technischer Überwachungsvereine) принимают административные акты, выдавая плакетки о прохождении автомобилем техосмотра (§ 29 StVZO).

### Властность меры
Административный орган действует властно (нем. hoheitlich), если он в одностороннем порядке использует свои властные полномочия. Признак важен, в частности, для отличения административного акта от административного публично-правового договора.

### Мера в сфере публичного права
Мера относится к сфере публичного права, когда норма, разрешающая спор (то есть чаще всего норма, на которой должна основываться мера), принадлежит к публичному праву. Для отграничения норм публичного права от норм частного права современная немецкая судебная практика использует преимущественно так называемую «модифицированную субъектную теорию», согласно которой норма принадлежит к публичному праву, если она уполномочивает или обязывает государство именно в его властном качестве.
Вместе с тем, если по форме мера однозначно представляет собой административный акт (нем. formeller Verwaltungsakt), то для немецкого права она остаётся административным актом, даже если по существу имеет лишь частноправовой характер.

### Направленность меры на регулирование
Мера направлена на регулирование, если она непосредственно вызывает обязательное правовое последствие.
Не является административным актом простое указание на обязательное правовое последствие, наступающее уже просто в силу закона. Вместе с тем, направленность на регулирование может обнаруживаться там, где согласно представлениям административного органа производится конкретизация правового положения.
Не представляет собой административного акта письменное подтверждение (§ 37 Abs. 2 S. 2 VwVfG) изданного устно административного акта и всякое иное повторение (нем. wiederholende Verfügung) уже изданного административного акта.
Новый административный акт (нем. Zweitbescheid) может иметь место, когда административный орган вновь осуществил проверку обстоятельств дела по существу, пусть он и не пришёл к иному результату.

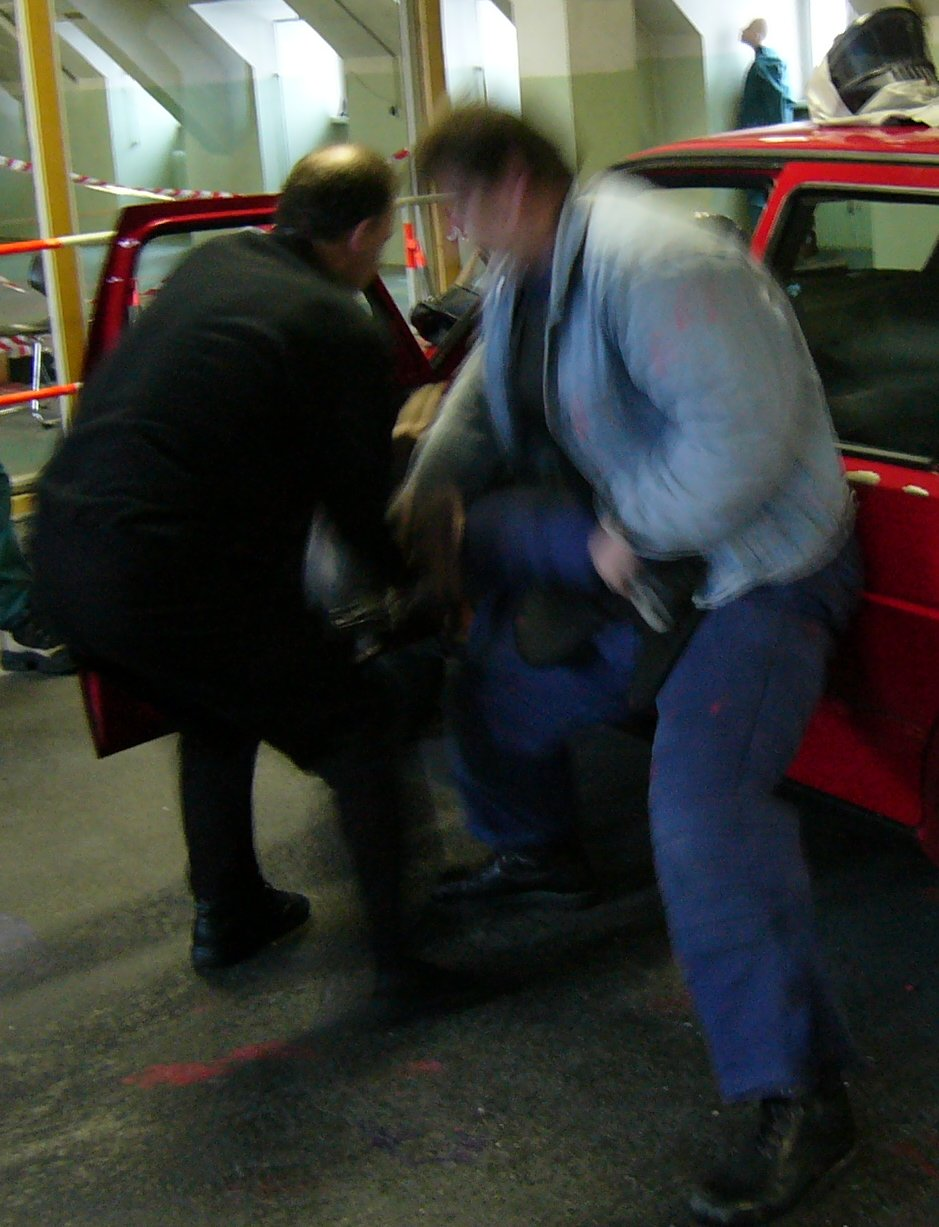
Принудительное извлечение водителя из-за руля автомобиля: по мнению сложившейся судебное практики — включает конклюдентный приказ претерпеть эту меру и таким образом составляет административный акт; по мнению же современной литературы лишь реальный акт административного органа.

Направленность меры на регулирование должна иметь финальный характер, то есть правовое последствие должно наступать по воле административного органа вызвать именно это последствие, а не просто в результате любой причинно-следственной связи с деятельностью административного органа.
Сложившаяся немецкая судебная практика усматривает конклюдентную направленность на регулирование в таких принудительных мерах, как непосредственное применение насилия со стороны полиции, так как такие меры включают конклюдентный приказ их претерпеть. Современная литература от части усматривает в такой конструкции пережиток со времён, когда немецкое административно-процессуальное право предоставляло средства процессуальной защиты лишь против административного акта, в связи с чем суды старались толковать его понятие расширительно, и видит в таком непосредственном применении насилия лишь реальные акты административного органа без направленности на регулирование.
Преимущественно не рассматривается судебной практикой и литературой в качестве административного акта назначение возможности срочного (то есть до истечения срока для судебного обжалования) исполнения административного акта (нем. Anordnung der sofortigen Vollziehung): такая мера устанавливает лишь процессуальное, но не материальное правовое последствие. Важным следствием является отсутствие необходимости для заслушивания перед принятием такой меры (зачастую срочное исполнение назначается отдельно в отношении уже принятого ранее административного акта).
Не является административным актом само по себе предоставление информации со стороны административного органа, но такое предоставление информации может быть связано с предшествующим ему и имеющим характер административного акта решением административного органа, имеет ли гражданин право требовать предоставить ему информацию. То же самое относится ко всем решениям административного органа, имеющим место в преддверии реального акта (например, перед выплатой субсидий). Индикаторами, представляет ли собой такое решение административный акт, являются, производит ли административный орган в ходе принятия решения проверку элементов состава уполномочивающей нормы (субсумция), толкование неопределённых правовых понятий и осуществляет ли он административное «усмотрение».

### Частный случай

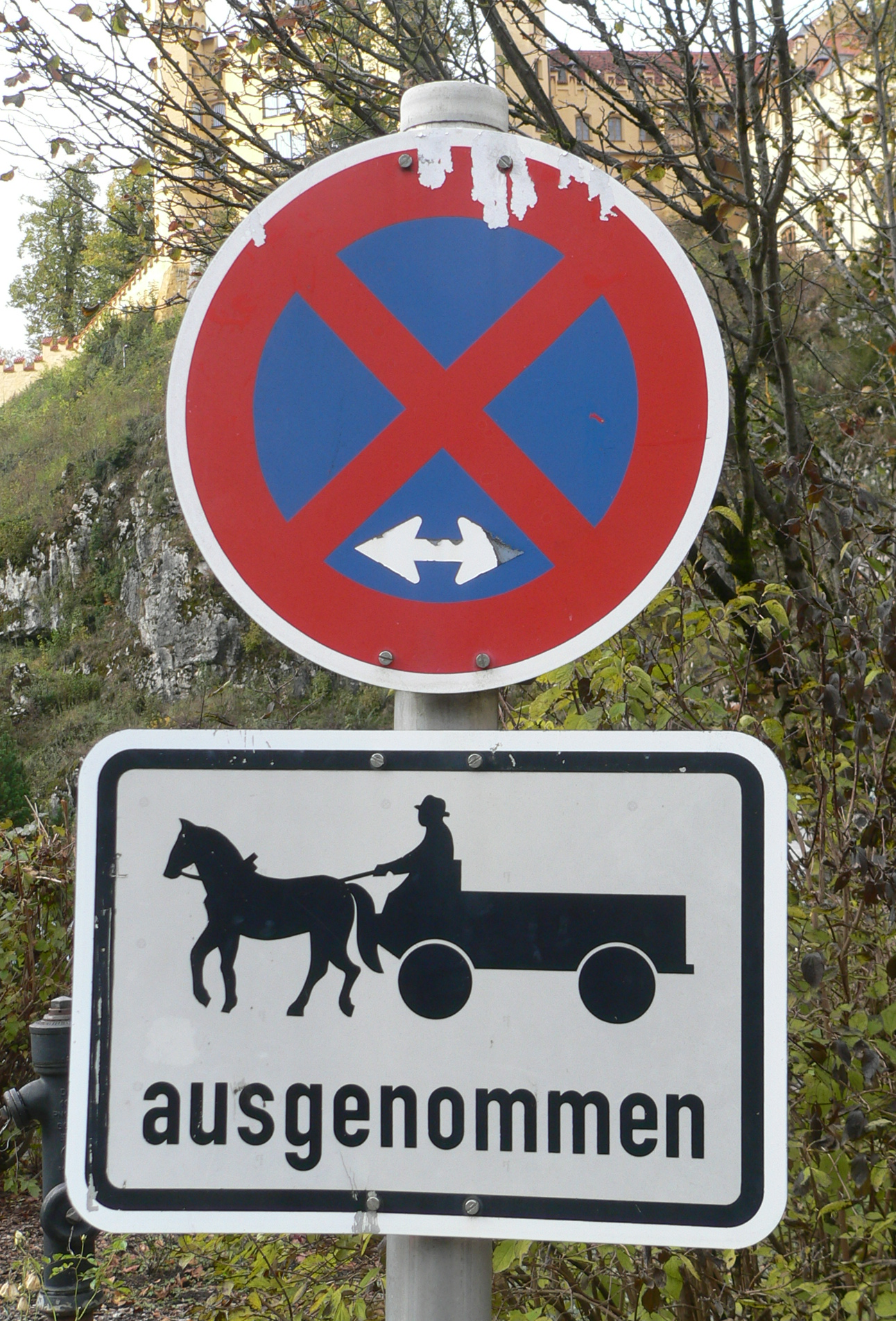
Установленный дорожный знак (StVO) как классический пример конкретно-всеобщего регулирования (S. 2 VwVfG): он относится лишь к проезду на определённом участке определённой дороги и таким образом является конкретным, а не абстрактным правилом, но при этом регулирование касается всякого, кто во всякий момент проедет по этому участку дороги и таким образом устанавливает всеобщее, а не индивидуальное правило. Этого достаточно для квалификации меры как направленной на регулирование частного случая. — Таким образом дорожный знак представляет собой административный акт.

Мера должна регулировать частный случай. Для установления, является ли случай частным, мера рассматривается по критериям конкретности и индивидуальности. При этом конкретной является мера, связывающая регулирование с определёнными фактическими обстоятельствами; а индивидуальной — относящаяся к определённому лицу (или индивидуализированному кругу лиц). Антиподами для административно-правовых понятий конкретного и индивидуального являются абстрактное (направленное на неопределённое множество фактических обстоятельств) и всеобщее (направленное на неопределённое множество лиц). Чтобы мера была административным актом, ей достаточно быть как конкретно-индивидуальной (см. также индивидуальный правовой акт), так и конкретно-всеобщей, либо абстрактно-индивидуальной. Таким образом, не может быть административным актом только лишь направленная на абстрактно-всеобщее регулирование мера, так как такая мера являет собою правовую норму.
В силу закона (§ 35 S. 2 VwVfG) конкретно-всеобщие меры являются административными актами лишь в трёх случаях:
1. Направленные на определённый, либо определимый круг адресатов общие распоряжения в отношении лиц (нем. personenbezogene Allgemeinverfügungen).[42] Требуется, чтобы круг адресатов по крайней мере не был полностью открыт и мог определяться через связь адресатов с конкретным случаем (например, участники определённой демонстрации).[43]
2. Распоряжения, определяющие вещно-правовой статус вещей (нем. sachbezogene Allgemeinverfügungen).[42] Например, придание дороге режима общего пользования (нем. Straßenwidmung).
3. Распоряжения, определяющие порядок пользования для публичной вещи (нем. benutzungsregelnde Allgemeinverfügungen).[42] Например, дорожные знаки.[44][45]

### Направленность меры на внешнее юридическое действие
Правовое последствие административного акта должно быть направлено на лицо вне административного органа. Случайное внешнее действие ещё не квалифицирует меру как административный акт — необходима именно финальная направленность меры на внешнее действие. Административный орган также должен иметь умысел в отношении внешнего действия.
Спорным является внешнее действие решения муниципального совета о допустимости гражданской инициативы. Согласно одному мнению подписатели гражданской инициативы действуют как квази-орган муниципалитета, так что решение совета в отношении гражданской инициативы не имеет внешнего действия. Главенствующая позиция рассматривает подписателей инициативы как стоящих вне администрации граждан, осуществляющих своё субъективно-публичное право, так что решение муниципального совета в отношении их инициативы имеет внешнее действие.
Внешнее действие признаётся за указаниями со стороны контролирующего государственного органа муниципалитету, действующему как независимый уровень власти, но не за указаниями по вопросам, в которых муниципалитет осуществляет переданные ему государственные полномочия.

## Действительность
Действительность административного акта в немецком праве не зависит от его законности.
Административный акт приобретает действие (нем. Bestandskraft) с его оглашением (нем. Bekanntgabe) затронутому им лицу (§ 43 Abs. 1 S. 1 VwVfG). В случае отправки по почте в пределах Германии, административный акт считается оглашённым на третий день после отправления (§ 41 Abs. 2 S. 1 VwVfG). Правило трёх дней не действует, если фактическая доставка произошла позже (§ 41 Abs. 2 S. 2 VwVfG). Бремя доказывания в отношении самого факта доставки, как и времени, лежит на административном органе (§ 41 Abs. 2 VwVfG). Однако, отметка об отправке в деле административного органа служит доказательством prima facie, что акт также был получен адресатом. Для успешного оспаривания такого доказательства prima facie адресат должен изложить реалистичные обстоятельства, из которых может быть сделан вывод, что акт был получен позже фиктивного (трёхдневного) срока, к примеру, обусловливающие возможную задержку обычного хода почтового сообщения. Спорным в судебной практике остаётся, следует ли доказывать такие обстоятельства, если адресат ссылается на то, что в принципе так и не получил направленный ему акт.
Административный акт сохраняет действие, пока он не будет отменён либо устранён другом образом — например, по истечении предусмотренного срока действия либо путём упразднения по решению суда. При этом обращение с иском для судебного обжалования административного акта, как и обращение с возражением в сам административный орган в случаях, где такое обращение обязательно должно предшествовать обращению с иском в суд, отлагает действие административного акта до принятия судебного решения (§ 80 Abs. 1 VwGO).
Если по истечении срока для обжалования незаконный административный акт не был обжалован, он сохраняет своё действие для всех затронутых лиц и может быть подвергнут принудительному исполнению.
В ряде случаев для административного акта может быть предписано немедленное исполнение (нем. sofortige Vollziehung), так что оно может иметь место ещё до истечения срока для обжалования административного акта, а обжалование в суде в таком случае не будет иметь отлагательного действия (§ 80 Abs. 2 VwGO).
Особым случаем является ничтожный административный акт (§ 44 VwVfG) — такие акты недействительны изначально (лат. ex tunc), независимо от их упразднения (§ 43 Abs. 3 VwVfG).
Немецкое право предусматривает возможность для административного органа самостоятельно произвести отзыв как противоправного (§ 48 VwVfG), так и законного (§ 49 VwVfG) административного акта. При этом устанавливается многоступенчатая система допустимости отзыва в зависимости от того, законен административный акт или противоправен, обременяет или благоприятствует адресату и как именно.
Отзыв административного акта административным органом сам по себе является административным актом: отзыв обременяющего благоприятствующим, а отзыв благоприятствующего обременяющим; соответственно против него (как и для принуждения к его вынесению) в свою очередь применяются соответствующие правила об административном отзыве и судебном оспаривании .

## Законность
Административный акт немецкого права законен, если он основан на верной уполномочивающей норме и отвечает критериям формальной и материальной законности.
Хотя незаконный административный акт в общем случае изначально действителен (что необходимо для эффективного поддержания правового порядка), он может быть оспорен затронутым лицом (если для него такой акт обременителен) и таким образом лишён действия в результате упразднения по решению суда.

### Уполномочивающая норма (правовое основание)
Обязательную основанность административного акта на уполномочивающей норме (нем. Ermächtigungsgrundlage, сокр. EGL) немецкое право требует (нем. Vorbehalt des Gesetzes) для такого административного акта, который обременяет гражданина, то есть затрагивает его публично-правовые субъективные права (в отсутствии таких прав из простого закона — также основные права (нем. Grundrechte, Art. 1 — 18 GG)). В случае, если административный акт к чему-либо принуждает адресата или ограничивает его возможности, то в отсутствие затронутых специальных прав судебная практика обыкновенно видит затронутым право из Art. 2 Abs. 1 GG: всеобщую свободу действий (нем. Allgemeine Handlungsfreiheit).
Норма, уполномочивающая административный орган на принятие административного акта, должна прямо содержаться в законе: создание судебной практикой новых уполномочивающих норм путём применения закона по аналогии не допускается, поскольку рассматривается как нарушение принципа правового государства (Art. 20 Abs. 3 GG).
Вместе с тем, судебная практика и литература на данный момент признают возможным существование уполномочивающей нормы, содержащейся в правовом обычае (единственным примером является уполномочивающая норма для административного запрета определённому лицу находится в здании определённого государственного органа, нем. öffentlich-rechtliches Hausverbot).
Не являются сами по себе уполномочивающими на принятие административного акта по определённому кругу вопросов нормы, предоставляющие административному органу компетенции в соответствующей сфере (нем. Zuständigkeitsnormen, Kompetenznormen).

### Формальная законность
Административный акт формально-законен, если компетентный административный орган в рамках верной процедуры принял его с соблюдением требований к форме акта.

#### Компетенция
Административный акт должен быть принят административным органом в рамках его предметной, инстанционной и местной (§ 3 VwVfG) компетенции.
На основании Art. 83, 84, 85 GG приведение в исполнение большинства федеральных законов относится к компетенции земель. Законодательство земель может в свою очередь передавать приведение в исполнение федеральных законов и законов земли в компетенцию муниципалитетов (например, в Северном Рейне-Вестфалии так согласно Art. 78 Abs. 3 LVerf NRW).

#### Процедура
Перед принятием административного акта административным органом должны быть заслушаны лица, в чьи права административный акт вторгается (§ 28 Abs. 1 VwVfG). К заслушиванию в общем случае не предъявляется требований о форме, в частности, оно может производиться по телефону.
К процедурным вопросам формальной законности в соответствующих случаях могут также относиться наличие предусмотренных законом заявлений, участие другого административного органа, равно как и неучастие со стороны административного органа «исключённых» — имеющих заинтересованность (конфликт интересов) лиц (§ 20 VwVfG).
Ход административной процедуры в общем случае не связан какой-либо конкретной формой (§ 10 S. 1 VwVfG). При этом закон требует, чтобы административная процедура проводилась просто, целесообразно и скоро (§ 10 S. 2 VwVfG).

#### Форма
Если законами не предусмотрено иное, то и сам административный акт немецкого права не должен следовать какой-либо определённой форме: он может быть принят письменно, электронно, устно или другим образом (§ 37 Abs. 2 VwVfG).

#### Исправление формального недостатка
Административный акт будет считаться формально-законным, если нарушение процедуры или формы будет исправлено до решения суда первой инстанции (§ 45 VwVfG).
Если нарушение состояло в отсутствовавшем заслушивании, то для его исправления административный орган должен познакомиться с позицией гражданина, на основе этого перепроверить административный акт и сообщить о том, что сохраняет свой взгляд на правомерность изданного административного акта.
Хотя исправление нарушения и может состояться до решения суда первой инстанции, то есть уже после начала судебного производства, с позиций верховной судебной практики заслушиванием не считается знакомство административного органа с позицией гражданина в рамках судебного процесса.

### Материальная законность
Административный акт материально-законен, когда состав уполномочивающей нормы выполнен, а административным органом избрано верное правовое последствие.

#### Выполнение состава уполномочивающей нормы
Состав уполномочивающей нормы выполнен, когда обстоятельства дела соответствуют гипотезе этой нормы.
Состав уполномочивающей нормы может быть содержательно чётко-определённым: к примеру, согласно §§ 63, 65 Abs. 1 Nr. 33 BauO NRW, разрешение на строительство требуется при планируемом размещении рекламного плаката площадью более 1 м². В уполномочивающей норме могут также фигурировать неопределённые правовые понятия: так, согласно § 35 Abs. 1 GewO, осуществление профессиональной деятельности может быть запрещено предпринимателю в случае его «ненадёжности». Неопределённые правовые понятия требуют толкования.
При судебном контроле законности административного акта определяющий момент, на который должны иметь место все признаки (элементы) состава уполномочивающей нормы (так, к примеру, в случае приказа сносе строительного объекта) — последнее административное решение, то есть, как правило, оглашение административного акта. Исключение составляют с административные акты с длящимся действием (в частности, большинство запретов, к примеру, запрет на использование строительного объекта или запрет продолжения строительства) — для них определяющим является наличие признаков состава уполномочивающей нормы на момент окончания судебного заседания. Обратное исключение имеет место для случаев, когда законом предусмотрена процедура административного возврата разрешения на случай последующего отпадения признаков состава уполномочивающей нормы (нем. behördliches Wiedergestattungsverfahren; пример: § 35 Abs. 6 GewO).

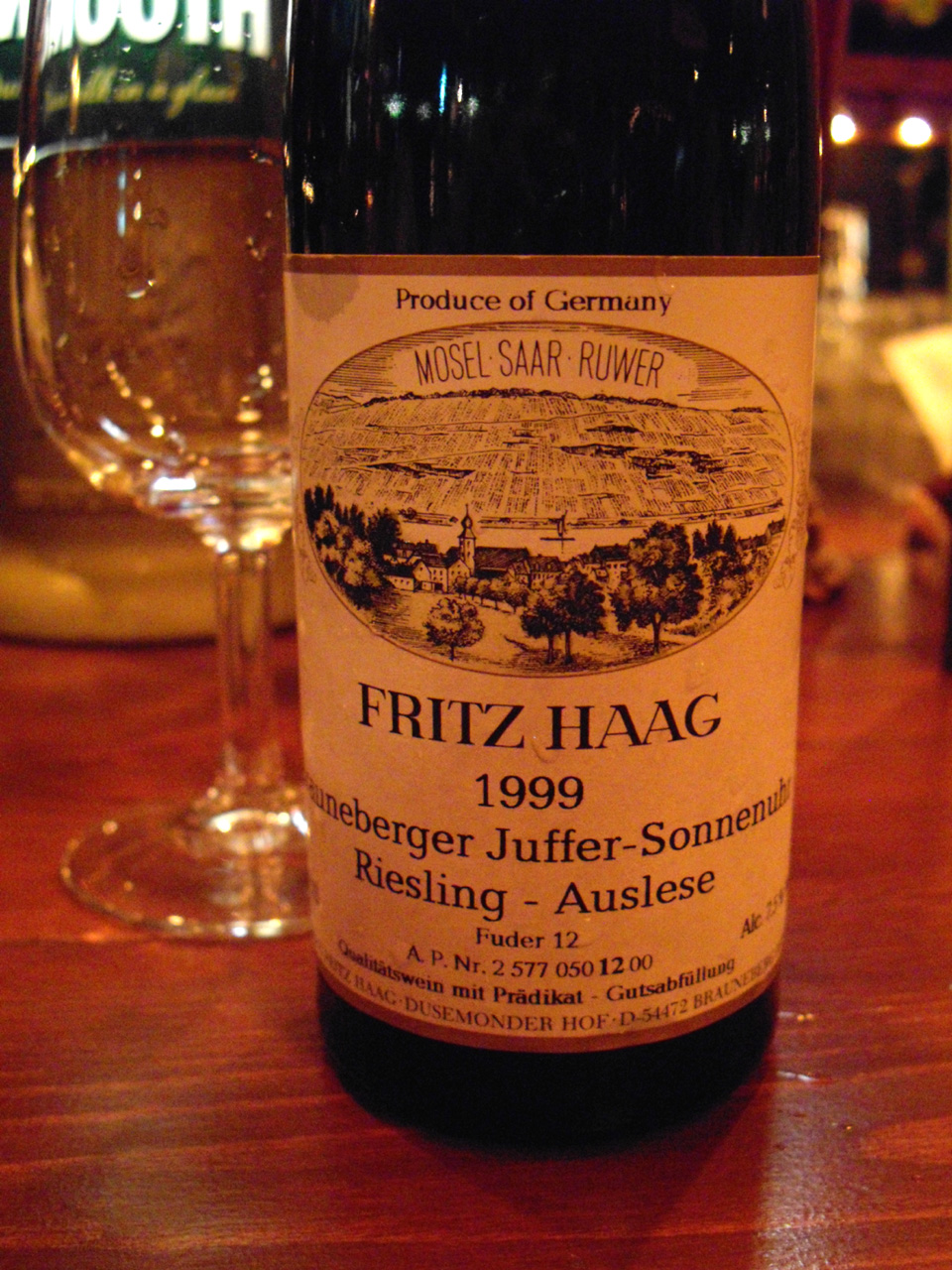
Бутылка Weingut Fritz Haag с маркировкой Qualitätswein mit Prädikat — вина особого качества. Присвоение вину такой оценки производится административным актом по решению независимого комитета и представляет собой пример решения административного органа с недоступным для судебного контроля пространством для оценки элементов состава.

В узком круге случаев за административным органом оставляется недоступное для судебного контроля пространство для оценки элементов состава (нем. Beurteilungsspielraum): это означает, что суд в таких случаях связан толкованием неопределённых понятий, к которым прибегает административный орган и ограничен в проверке правильности квалификации элементов состава. Такое исключение применяется: в немногих случаях, где это прямо предусмотрено законом (например, к антимонопольной оценке общего экономического положения согласно § 71 Abs. 5 S. 2 GWB); а кроме того, к экзаменационным решениям; к прогнозам (например, прогноз развития телекоммуникационного рынка согласно § 11 TKG); к связанным с личной оценкой решениям плюралистически сформированных независимых комитетов (например, оценка качества вин).

#### Правовое последствие
В случае, если уполномочивающая норма предусматривает строго-определённое правовое последствие без какого-либо пространства для усмотрения со стороны административного органа (нем. Gebundene Entscheidung, «связанное решение»), то административный акт материально-законен, если устанавливает именно это правовое последствие.
Многие уполномочивающие нормы оставляют за административным органом «усмотрение» (нем. Ermessen), то есть позволяют административному органу самостоятельно избрать конкретное устанавливаемое им правовое последствие.
Административному органу следует указать в обосновании письменного административного акта соображения, которыми он руководствовался при осуществлении своего усмотрения (§ 39 I 3 VwGO).
Судебный контроль осуществлённого административным органом усмотрения ограничен проверкой административного решения на «ошибки усмотрения» (нем. Ermessensfehler, § 114 S. 1 VwGO).
Если административный орган осуществляя усмотрение устанавливает правовое последствие, недопустимое в силу закона, говорят о «превышении усмотрения» (нем. Ermessensüberschreitung). За границами очевидных случаев, где нарушение усматривается уже из буквы закона, масштабом, по которому определяется, превысил ли административный орган при издании административного акта границы усмотрения, является «соразмерность» (нем. Verhältnismäßigkeit) избранного административным органом правового последствия.
Ошибкой усмотрения также является его неосуществление административным органом (нем. Ermessensunterschreitung), то есть случаи, когда административный орган ошибочно считает себя обязанным установить заранее определённое законом правовое последствие, либо ошибочно считает состав уполномочивающий нормы невыполненным и потому отказывается от установления какого-либо правового последствия.
Наконец, усмотрение может быть ошибочно не только в силу порока принятого решения, но и в силу ошибочности самого (мыслительного) пути, по которому административный орган пришёл к этому решению (нем. Ermessensfehlgebrauch). Так, административный орган не должен руководствоваться в решении не имеющими отношения к делу обстоятельствами, например, личными мотивами; должен исходить из верных фактических обстоятельств.
Усмотрение административного органа должно быть осуществлено ради цели, для которой оно предусмотрено уполномочивающей нормой (§ 40 VwVfG). Например, в большинстве федеральных земель законодательство, на основании которого выдаются разрешения на особые виды использования публичных дорог (нем. Straßen- und Wegerecht), ограничено специфичными для дорожных вопросов соображениями (нем. straßenbezogene Belange), так что можно отказать в размещении столиков на пешеходной дороге перед кафе из соображений, что пешеходы будут обходить столики по автомобильной дороге, но нельзя из соображений, что обогрев столиков нанесёт вред окружающей среде; в Берлине же, законодательство допускает учёт при решении вопроса о выдаче разрешения на специальное использование дорог любых публичных интересов, так что и учёт соображений охраны окружающей среды будет соответствовать цели, для которой уполномочивающая норма предоставляет административному органу усмотрение.
Несмотря на наличие усмотрения административного органа в силу закона, в конкретном случае может оказаться, что возможно лишь одно законное решение — за такой ситуацией в немецкой юриспруденции закрепилось обозначение «сокращение усмотрения до нуля» (нем. Ermessensreduzierung auf Null). Из конституционного принципа всеобщего равенства (Art. 3 Abs. 1 GG) делается следствие, что собственная административная практика может связать административный орган в осуществлении усмотрения в подобных же случаях (нем. Selbstbindung der Verwaltung). Необходимость в общем случае издать определённый административный акт может вытекать из затронутого конституционного блага, так Федеральный административный суд счёл, что важность выборов для демократического строя означает, что город как минимум в общем случае должен разрешить установку предвыборных плакатов.
В некоторых случаях закон сам сужает усмотрение тем образом, что предусматривает правовое последствие, которое следует установить в общем случае и от которого нужно отклоняться лишь в исключительных случаях (так называемое «интендированное усмотрение», нем. intendiertes Ermessen). Например, так толкуется § 15 Abs. 2 S. 1 GewO, в силу которого продолжение эксплуатации эксплуатируемого без требуемого разрешения предприятия «может» (нем. kann) быть пресечено.
Административный органом может дополнить свои соображения (нем. Nachschieben von Gründen), на которых основано усмотрение в ходе судебного процесса (§ 114 S. 2 VwGO) только при выполнении разработанных судебной практикой процессуальных и материально-правовых требований. Процессуальные требования происходит из «буквы закона» (§ 114 S. 2 VwGO), где допускается только «дополнение» соображений, так что судебная практика требует чтобы некоторые соображения, на которых основывалось усмотрение уже изначально были указаны в обосновании административного акта, а также не допускает полную замену первоначальных соображений (вместо дополнения). В качестве материально-правовых требований на дополнение соображений, на которых основано усмотрение, выступают запрет на изменение существа изначального административного акта (это исключает дополнение соображений, обосновывавших административное решение, которое орган считал связанным, а не основанным на усмотрении) и запрет на умаление возможностей истца на защиту в процессе, в связи с чем дополнение соображений, на которых основывалось усмотрение, не допускается коротко до окончания судебного процесса.

##### Принцип соразмерности
Решение, в отношении которого административный орган имеет пространство для усмотрения (нем. Ermessensentscheidung) незаконно, если оно не проходит проверку на соразмерность (нем. Verhältnismäßigkeitsprüfung).
«Принцип соразмерности» (нем. Verhältnismäßigkeitsprinzip) является одной из наиболее характерных черт немецкого публичного права и рассматривается как одно из его основных достижений. Его истоки усматривают в прусском полицейском праве XIX века.
Полная проверка на соразмерность имеет четыре этапа: вопрос о наличии законной цели (нем. legitimer Zweck) для принятия меры , проверка меры на пригодность (нем. Geeignetheit), необходимость (нем. Erforderlichkeit) и уместность (нем. Angemessenheit).

###### Законная цель
Цель законна уже тогда, когда не противоречит закону. Вопрос о необходимости правового основания для деятельности административного органа рассматривается отдельно (и ещё до вопроса о законной цели). Вместе с тем, наиболее часто при обосновании законности цели речь ведётся о цели, направленной на исполнение конкретной правовой нормы.

###### Пригодность
Мера должна обнаруживать пригодность (нем. Geeignetheit) для достижения своей цели, то есть как минимум благоприятствовать её достижению.
Так как, в отличие от законодателя, административный орган не пользуется прерогативой по прогнозированию действенности своих мер (нем. Prognosespielraum), суд может в полной мере осуществлять собственную проверку меры административного органа на пригодность (в отличие от ограниченной проверки на пригодность, применяемой Конституционным судом к нормам закона).

###### Необходимость
Мера должна быть необходима для достижения цели. Это означает, что не существует более умеренной меры (менее вторгающейся в права адресата, нем. milderes Mittel), столь же эффективно ведущей к достижению цели.

###### Уместность
Наконец, мера должна быть уместна. Уместность (нем. Angemessenheit) также называют соразмерностью в узком смысле (нем. Verhältnismäßigkeit im engeren Sinne): ущерб, наносимый применением меры, не должен быть вне соотношения с ценностью достигаемой её применением цели. Этим масштаб уместности, применяемый в административном праве, менее строг, чем таковой для конституционной жалобы: в немецком конституционном праве об уместности меры можно говорить в рамках её проверки на соразмерность лишь в том случае, когда ранг достигаемого блага явно выше, чем права, которое ущемляется применяемой для достижения блага мерой.

## Средства процессуальной защиты

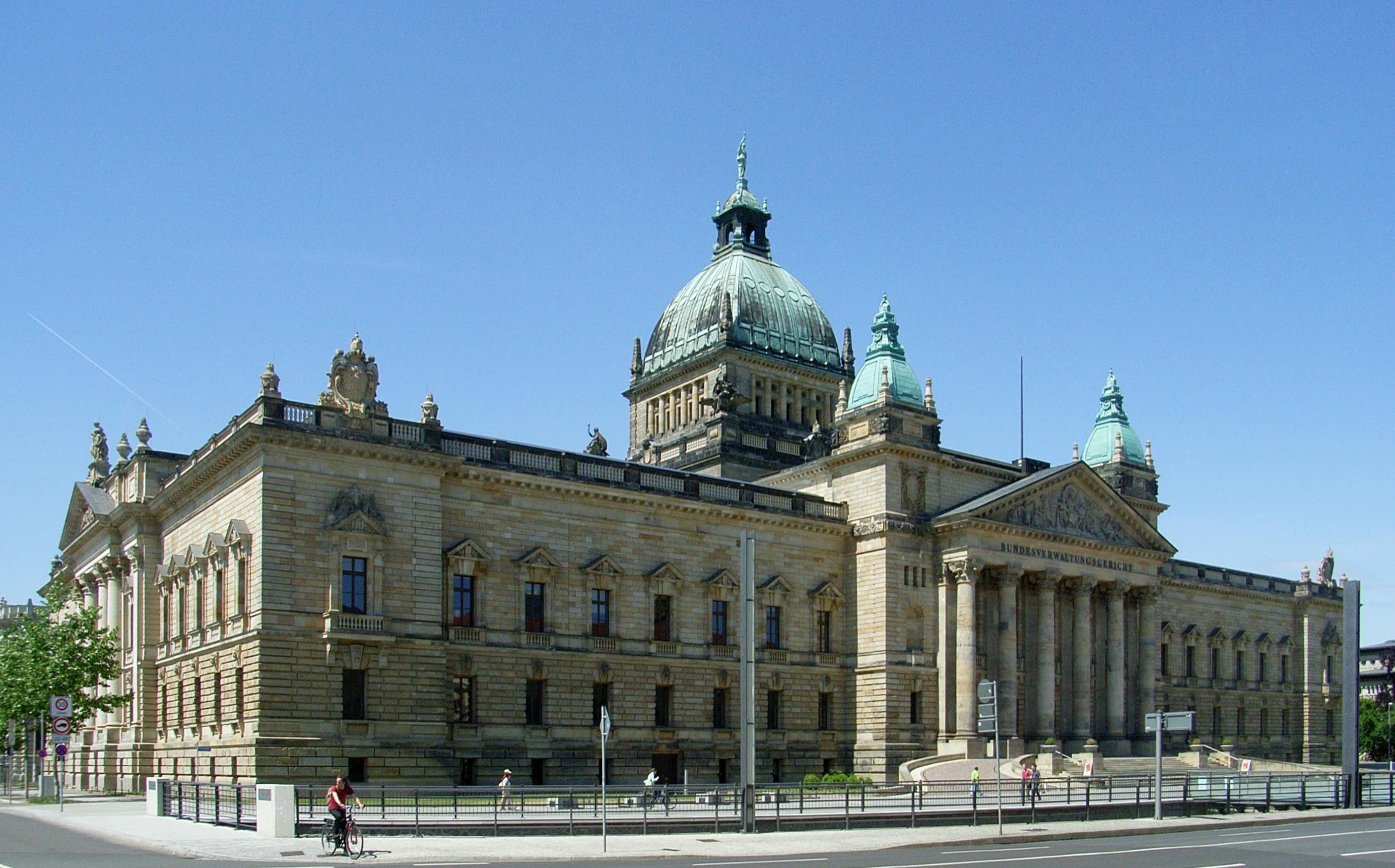
Здание Федерального административного суда в Лейпциге.

Против обременяющего административного акта может быть направлен иск об оспаривании (нем. Anfechtungsklage). Вопросы, которые сможет рассматривать суд по иску, ограничены предметом иска (§ 88 VwGO). В соответствии с этим иск об оспаривании допустим согласно § 42 Abs. 1, Var. 1 VwGO, когда истец желает упразднения (нем. Aufhebung) административного акта.
§ 42 Abs. 2, Var. 1 VwGO также даёт гражданину право требовать в суде вынесения административного акта (нем. Verpflichtungsklage, иск об обязании).
В общем случае иски об оспаривании административного акта или принуждении к его вынесению допустимы только в случае, когда истец утверждает, что акт нарушает его собственные права (§ 42 Abs. 2 VwGO). Обоснованность (нем. Begründetheit) иска об оспаривании административного акта зависит от того, законен ли административный акт и повлекла ли его незаконность нарушение прав истца. Исключительно формально незаконный административный акт не может быть оспорен лишь по этой причине, если нарушение процедуры, формы или компетенции не повлияло по существу на решение административного органа (§ 46 VwVfG). Если для решения имелось пространство для усмотрения, формальное нарушение будет считаться повлиявшим на решение по существу уже тогда, когда нельзя полностью исключить, что без формального нарушения было бы принято другое решение по существу.